# Mechanical Poet
Mechanical Poet to rosyjski zespół powermetalowy założony w Moskwie w 2002 roku. Zespół wydawał albumy koncepcyjne w stylu post-prog i progressive metal używając oryginalnych aranżacji symfonicznych oraz instrumentów elektronicznych.

## Historia
Mechanical Poet powstał w 2002 roku, jako projekt studyjny stworzony przez byłych członków awangardowego projektu „Glazemakeɾ” Leksa Plotnikowa oraz Toma Tokmakowa.
W ciągu kilku lat grupa Glazemaker pracowała nad stworzeniem unikatowego brzmienia, które byłoby połączeniem melodic metalu z progressive metalowymi riffami i symfonicznymi aranżacjami z wykorzystaniem instrumentów elektronicznych.
W 2003 roku Sebastian Trifonow (wokalista i klawiszowiec) opuścił Mechanical Poet i został wkrótce zastąpiony frontmanem zespołu Epidemia, Maksimem Samoswatem. Z nowym wokalistą zespół wydał swoją pierwszą EP, Handmade Essence. Po EP grupa otrzymała kilka ofert od różnych firm fonograficznych i w końcu podpisała kontrakt z włoską wytwórnią Aural Music.
W 2004 roku ukazał się debiutancki album zespołu Woodland Prattlers. Pomimo tego, że album dobrze się sprzedawał, współpraca Plotnikowa, Tokmakowa i Samoswata zakończyła się w 2005 roku na skutek braku możliwości twórczego porozumienia.
W 2006 roku Mechanical Poet powróciło z nowym składem: wokalista Jerry Lenin (ex-4 Tarakana, Lady’s Man), gitarzysta Leks Plotnikow, perkusista Władimir Ermakow (Black Obelisk) i basista Sierioża Hlebnikow. W tym składzie grupa dała swój pierwszy koncert (klub Plan B, Moskwa, 04.08.2007) i wydała swój trzeci album Creepy Tales For Freaky Children (z gościnnym udziałem basisty grupy Epidemia – Iwanem Izotowem). Album zawierał mniej skomplikowane aranżacje o mocniejszym post-progresywnym wydźwięku, co nie zostało docenione przez wielu fanów grupy którzy cenili jej metalowy charakter. Jednak album został wysoko oceniony przez fanów punka i rocka alternatywnego. Na albumie, po raz pierwszy w historii zespołu, znaleźć można bonus tracki w języku rosyjskim. Po wydaniu albumu Sierioża Hlebnikow opuścił Mechanical Poet.
W 2007 roku grupa wydała kolejny album koncepcyjny, Who Did It To Michelle Waters? To podwójny album, który opowiada historię o samobójstwie dziewczyny i okolicznościach, które do niego doprowadziły. Album składał się z dwóch częściː Music From And Inspired By The Original Sad Story i Original Score. Na albumie gościnnie wystąpił Daniel Zaharenkow (Czornyj Obelisk).
W 2008 roku zespół występował z nowym wokalistą, Władimirem Nasonowem, a także wydał nowy album koncepcyjny Eidoline: the Arrakeen Code oparty na Kronikach Diuny, Franka Herberta. Album został dobrze przyjęty przez rosyjskie media: magazyn Mir Fantastiki ocenił go na 9/10 i nazwał go najlepszym sci-fi/fantasy albumem koncepcyjnym w 2008 roku Mir Fantastiki, Dark City Magazine nagrodził go 4 gwiazdkami na 5 możliwych.
7 czerwca 2009 roku grupa zagrała ostatni koncert z udziałem ex-wokalistów: Maksima Samoswata i Jerry'ego Lenina, i ogłosiła, że zawiesza działalność. Od tamtej pory członkowie grupy stworzyli wiele projektów pobocznych, m.in.: Luna Damien – Plotnikow we współpracy z Leninem, Sunburst – Samoswat we współpracy z Nasonowem, Last Fighter i Mistland Prattlers – Plotnikow.
1 marca 2017 ogłoszono, że siódmy studyjny album grupy będzie nosić tytuł The Midnight Carol That an Imp Has Sought.

## Członkowie grupy
| Najnowszy skład zespołu:                | - Leks Plotnikow – gitara, klawisze, wokal (2002–obecnie) - Wladimir Nasonow – wokal (2008–obecnie) - Wladimir Ermakow – perkusja (2005–obecnie) |
| Byli członkowie zespołu:                | - Maksim Samoswat – wokal (2003–2006) - Artem „Tom” Tokmakow – perkusja (2003–2005) - Sergej „Serge” Hlebnikow – bas (2006–2007) - Jurij „Jerry” Lenin – wokal (2006–2008). |
| Muzycy sesyjni i występujący gościnnie: | - Sebastian Trifonow – wokalista, który opuścił zespół przed wydaniem pierwszego albumu - Iwan Izotow – gościnny udział w nagraniu partii basu w „Creepy Tales For Freaky Children” (2007) - Nick Simonow – basista (12.2007 – 02.2008) - Aleksander Szwec – basista (02.2008 – 04.2008) - Aleksander Tavrizian – instrumenty klawiszowe podczas koncertów (2008-2009) - Danila Zaharenkow – bas podczas koncertów (2008-2009) - Jerry Lenin – wokalista (2017-) (2006-2008) - Kiril Kaczanow – perkusja (2017-) - Anastazja Petrenko – wokal (2017-) - Innar Hanum – wokal (2017-) - Weronika Barbuckaja – wokal (2017-) - Isadora Cortina – wokal (2017-) |

## Dyskografia
- 2003 – Handmade Essence (EP)
- 2004 – Woodland Prattlers
- 2007 – Creepy Tales For Freaky Children
- 2007 – Who Did It To Michelle Waters?
- 2008 – Eidoline: The Arrakeen Code
- 2008 – Ghouls (CDS)
- TBD – The Midnight Carol That an Imp Has Sought

### Dyskografia – Side-projekty
- 2010 – Hattifatteners – Stories from the Clay Shore
- 2011 – Luna Damien – Muddlewood
- 2015 – Mistland Prattlers – Music of Mistland, Luceria and the Ocean of Sunset
- 2017 – Last Fighter – Neon Children